# Frances Ivens
Mary Hannah Frances Ivens, CBE, FRCOG (Little Harborough, 1870 – Killagorden, 6 febbraio 1944), è stata una ginecologa e chirurga britannica, particolarmente attiva nel settore dell'ostetricia; fu la prima donna nominata a un posto di consulente ospedaliero a Liverpool..
Durante la prima guerra mondiale è stata Ufficiale Medico Capo presso l'Ospedale Femminile Scozzese di Royaumont, a Nord-Est di Parigi. Per i suoi servizi alle forze francesi le sono stati conferiti il Cavalierato della Legion d'onore Francese e la Croix de Guerre

## Biografia

### Primi anni e formazione
Mary Hannah Ivens nacque a Little Harborough, vicino a Rugby, nel Warwickshire nel 1870, quinta figlia di Elizabeth Ashmole (1840–1880), agricoltrice, e di suo marito, William Ivens (1830–1905), agricoltore e commerciante di legname. Entrò alla London School of Medicine for Women nel 1894 all'età di 24 anni, compiendo i suoi studi clinici presso il Royal Free Hospital e si diplomò nel 1900 con la medaglia d'oro in ostetricia e lode in medicina e medicina legale. Nel 1902 si qualificò MB BS (Bachelor of Medicine and Surgery) con il massimo dei voti e la lode. Nel 1903 ottenne il grado di Master of Surgery (MS). Ha avuto un'ulteriore esperienza post-laurea in ostetricia e ginecologia a Dublino e Vienna, seguita da sette anni di esperienza chirurgica a Londra presso il Royal Free Hospital, l'Ospedale Elizabeth Garrett Anderson (Nuovo ospedale per le donne) di Londra e il Canning Town Mission Hospital for Women nell'East London.

### Liverpool 1907–1914
Nel 1907 fu nominata chirurgo ginecologico in una nuova unità nel Liverpool Stanley Hospital, prima donna a ricoprire un posto onorario in un ospedale di Liverpool. I letti erano stati appositamente donati alla condizione che dovessero essere utilizzati da una donna praticante. Qui costruì un grande dipartimento ambulatoriale ginecologico. Successivamente fu anche nominata chirurgo onorario presso l'Ospedale Samaritano di Liverpool. A Liverpool ha combattuto per avere più donne nominate per posti in ospedale e diventò membro di spicco della Società Femminile Medica del Nord dell'Inghilterra. Era attiva nel movimento del suffragio ed era presidente della filiale di Liverpool della Società del Suffragio Femminile Conservatore e Unionista.

### Chirurgo a Royaumont

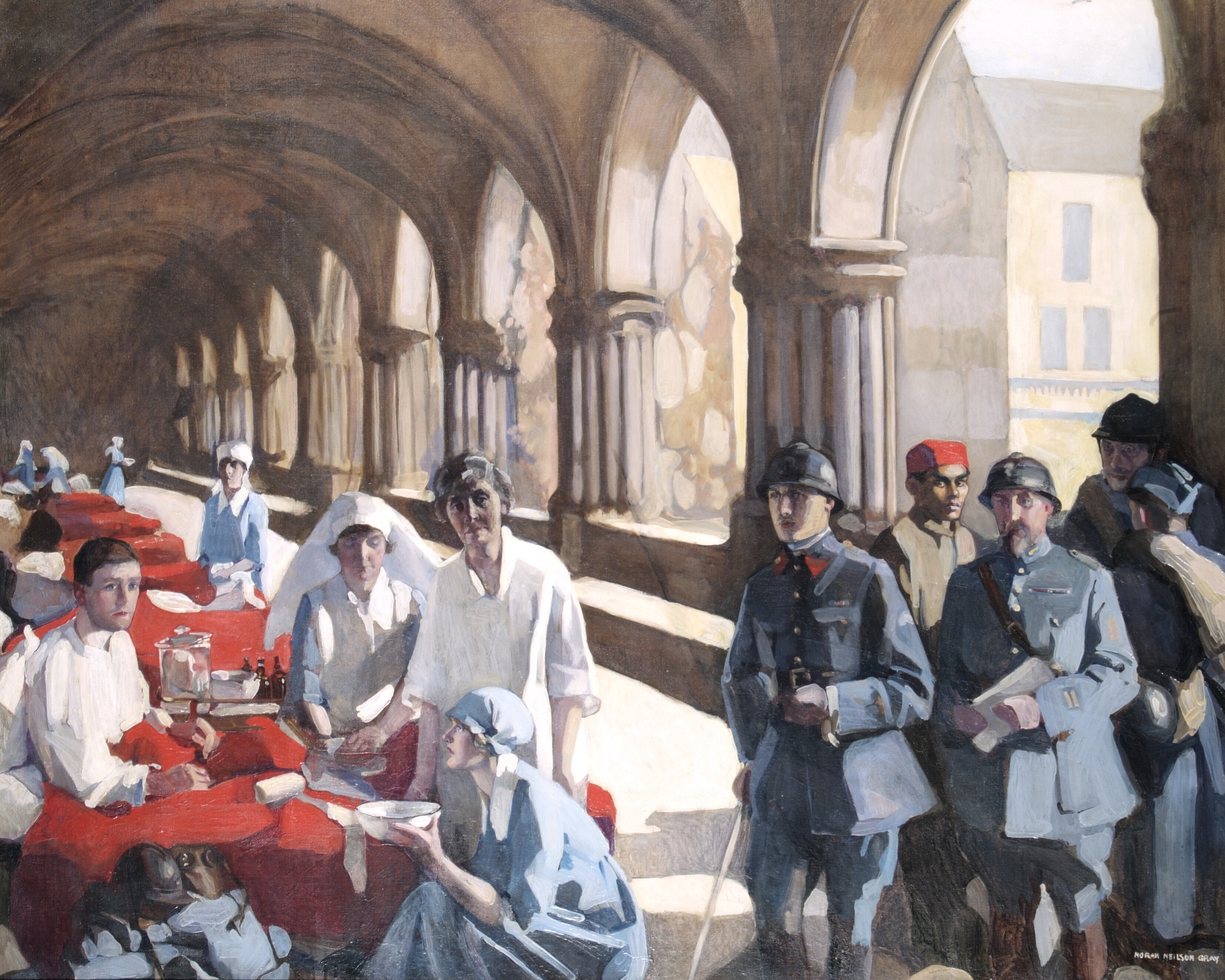
Frances Ivens ispeziona i soldati francesi feriti a Royaumont. Dipinto di Norah Neilson Gray.

Nel dicembre 1914 si offrì volontaria per prestare servizio in Francia come capo dell'unità dello Scottish Women's Hospital, fondato nell'Abbazia di Royaumont sotto la Croce Rossa francese. Prima della guerra, poiché la sua pratica era limitata a donne e bambini, non aveva curato uomini. Né aveva alcuna esperienza nel trattamento delle vittime in battaglia, e leggeva molto sull'argomento, come dimostrano i libri che in seguito donò alla Liverpool Medical Institution. L'ospedale curava i francesi feriti dal fronte occidentale. L'eccellenza della sua capacità di comando e del lavoro dell'unità è stata riconosciuta dall'esercito francese. Inizialmente furono aperti 100 posti letto ma alla fine del conflitto il numero era salito a 600. Continuò come médecin chef fino al febbraio 1919, con un solo periodo di congedo in Inghilterra, che trascorse in gran parte in lezioni per raccogliere fondi per l'ospedale. Nel 1917 fu aperto un altro ospedale a Villers-Cotterêts, più vicino al fronte occidentale. Lì operò sotto il fuoco dei proiettili durante l'avanzata tedesca nel marzo 1918, fino a quando furono costretti a tornare a Royaumont.
Nel corso della guerra Mary Hannah e il suo gruppo curarono oltre 10 861 pazienti, compresi 8 752 soldati. La maggior parte degli interventi chirurgici principali fu eseguita dalla Ivens e dal suo secondo in comando Ruth Nicholson. Il tasso di mortalità notevolmente basso dell'1,82% era inferiore a quello di ospedali militari simili. I medici di Royaumont aprirono la strada ad un nuovo approccio al trattamento della gangrena gassosa, utilizzando i raggi X e la batteriologia per la diagnosi, seguiti da un ampio sbrigliamento chirurgico del tessuto interessato. Ha pubblicato resoconti di questi nella letteratura medica. Potevano anche utilizzare l'antisiero fornito dall'Istituto Pasteur di Parigi. L'ospedale fu ispezionato e approvato da molti generali e funzionari governativi francesi e la sua reputazione è stata in gran parte dovuta alla guida della Frances Ivens.

## Carriera nel dopoguerra
Dopo la guerra, Ivens tornò alla pratica ospedaliera a Liverpool. Fu strettamente coinvolta nella ricostruzione del Maternity Hospital e nella formazione della Liverpool Women's Radium League. È stata anche una leader nella creazione del Crofton Recovery Hospital for Women.
Durante questo periodo fu attiva nella promozione della causa delle donne in medicina e fu eletta presidente della Medical Women's Federation dal 1924 al 1926. Pochi anni dopo, fu la prima donna ad essere eletta vicepresidente della Liverpool Medical Institution nel 1929 quando divenne nello stesso anno una Founder Fellow del Collegio Reale di Ostetrici e Ginecologi.
All'età di sessant'anni sposò Charles Knowles, ora vedovo, che conosceva dai tempi degli studi. Si sono trasferiti a Londra dove continuò uno studio di consulenza fino a quando lei e suo marito si ritirarono a Truro in Cornovaglia. Le successe nei suoi incarichi a Liverpool Ruth Nicholson che era stata sua assistente a Royaumont.
Con lo scoppio della Seconda guerra mondiale nel 1939 fu ispettore medico della Croce Rossa in Cornovaglia. Svolse anche un ruolo di primo piano nelle attività dell'Associazione Royaumont e Villers Cotterêts e fu presidente del comitato della Cornovaglia degli Amici dei francesi combattenti.

### Ultimi anni e morte
Parlava correntemente il francese, faceva regolarmente visite in Francia dove visitava ex pazienti e molti dei feriti che aveva curato a Royaumont le scrivevano regolarmente. Si tenne anche in contatto con ex membri dello staff che si incontravano ogni anno alla cena annuale dell'Associazione Royaumont.
Morì il 6 febbraio 1944, all'età di 74 anni, a Killagorden, St. Clement, Cornovaglia.

## Onorificenze e premi
In riconoscimento del suo servizio a Royaumont fu insignita dal Presidente francese della Legion d'Onore di Cavaliere di Francia. Nel dicembre 1918 ricevette la Croix de Guerre con la palma, la citazione recitava:
Fu inoltre insignita della Médaille d'honneur des épidémies. Nel 1926 fu eletta vicepresidente del Liverpool Medical Institution. L'Università di Liverpool le conferì la laurea honoris causa di Master of Surgery (ChM) nel 1926 e nello stesso anno divenne Commendatore dell'Ordine dell'Impero Britannico (CBE).